# Ofir (nagroda)
Nagrody Ofir (hebr.: פרס אופיר, potocznie nazywane izraelskimi Oskarami) – nagrody filmowe za najlepszy film produkcji izraelskiej. Nagrody przyznawane są przez Izraelską Akademię Filmu i Telewizji.
Nagroda, której nazwa pochodzi od nazwiska aktora Shaike Ofira, przyznawana jest rokrocznie od 1990 roku.

## Historia
Pierwsza ceremonia rozdania izraelskich Oskarów odbyła się w 1982 r. Główną nagrodę otrzymał wówczas reżyser Shimon Dotan za film Repeat Dive. Od 1990 r. rozdanie nagród odbywa się co roku, w Tel Awiwie w Performing Arts Center.
Największa liczba nagród Ofir zdobytych przez jeden film to 11. Było to sukcesem filmu Tragedie Niny.
Natomiast największa liczba zdobytych nagród przez jedną osobę to 8. Sukces ten osiągnął Asi Dajan, który jest jedyną osobą, która wygrała jako reżyser, scenarzysta, a także jako aktor.
Zdobywca nagrody Ofir dla najlepszego film zazwyczaj zostaje izraelskim kandydatem do nagrody (amerykańskiego) Oscara za najlepszego filmu nieanglojęzycznego. Były jednak wyjątki: film Aviva My Love został odrzucony na rzecz filmu, z którym był związany: Sweet Mud, a także film Przyjeżdża orkiestra, który został zdyskwalifikowany za to, że miał ponad 50% dialogów w języku angielskim. Zamiast tego Izrael zgłosił zdobywcę drugiego miejsca w nagrodach Ofir w tamtym roku, czyli film Twierdza Beaufort.
Statuetka, którą otrzymują laureaci, została zaprojektowana przez izraelskiego rzeźbiarza Richarda Shiloha, który zginął w wypadku motocyklowym w 2011 roku.

## Lista zwycięzców
- 1990: The Lookout (Shuroo)
- 1991: Over the Ocean
- 1992: Życie według Agfy
- 1993: Zemsta Itzika Finkelsteina
- 1994: Sh'Chur
- 1995: Chory z miłości
- 1996: Saint Clara
- 1997: Podnieś kartę
- 1998: Cyrk Palestyna
- 1999: Jana i przyjaciele
- 2000: Czas przysługi
- 2001: Późne małżeństwo
- 2002: Złamana skrzydła
- 2003: Tragedie Niny
- 2004: Zachodni brzeg
- 2005: Taki piękny kraj
- 2006: Aviva, moja miłość i Słodkie błoto
- 2007: Przyjeżdża orkiestra
- 2008: Walc z Baszirem
- 2009: Ajami
- 2010: Misja kadrowego
- 2011: Przypis
- 2012: Wypełnić pustkę
- 2013: Betlejem
- 2014: Viviane chce się rozwieźć
- 2015: Baba Joon
- 2016: Burza piaskowa
- 2017: Fokstrot
- 2018: Cukiernik
- 2019: Straszne dni
- 2020: Asia